# Desert Rain (canción de Edward Maya)
«Desert Rain» es el tercer sencillo del rumano músico y productor Edward Maya después de su éxito internacional "Stereo Love" y "This Is My Life". La canción es tomado de su próximo álbum debut The Stereo Love Show.

## Vídeo musical
El vídeo musical oficial fue subido a YouTube el 28 de diciembre de 2010.

## Lista de canciones
| N.º | Título        | Duración |  |
| 1.  | «Desert Rain» | 4:05     |  |